# ماكسيم ميخايلوف
ماكسيم ميخايلوف (الروسية: Михайлов, Максим Михайлович) (ولدت 19 مارس 1988)، هو لاعب الكرة الطائرة الروسية، وهو عضو في فريق الوطني للكرة الطائرة في روسيا و النادي الروسي زينيت كازان. ماكسيم صاحب الميدالية الذهبية في دورة الألعاب الاولمبية في لندن عام 2012، والميدالية البرونزية لدورة الألعاب الاولمبية في بكين عام 2008.

## معلومات الاندية
- النادي الحالي :زينيت قازان
- النادي الأول  : ياروسلافل

## الجوائز والالقاب

### الفردية
- أفضل ضارب - بطولة العالم 2010
- أفضل لاعب - الدوري العالمي 2011
- أفضل لاعب - كأس العالم 2011
- أفضل ضارب - الألعاب الأولمبية الصيفية 2012
- أفضل هداف - الألعاب الأولمبية الصيفية 2012

## روابط خارجية
- ماكسيم ميخايلوف على موقع الاتحاد الأوروبي (الإنجليزية)
- ماكسيم ميخايلوف على موقع أوليمبيديا (الإنجليزية)